# Asplenium dutartrei
Asplenium dutartrei är en svartbräkenväxtart som beskrevs av Berthet. Asplenium dutartrei ingår i släktet Asplenium och familjen Aspleniaceae. Inga underarter finns listade.